# Else Regensteiner
Else Regensteiner (geboren als Else Friedsam 21. April 1906 in München; gestorben 18. Januar 2003 in Chicago) war eine deutschamerikanische Textilkünstlerin.  

## Leben
Else Friedsam war eine Tochter des Justizrats Ludwig Friedsam (1867–1924) und der Hilda Nelson. Ihre Mutter war in zweiter Ehe mit dem Kunsthistoriker Ludwig Bachhofer verheiratet. Sie heiratete 1926 Bertold Regensteiner, ihre 1928 in Freiburg geborene Tochter Helga Sinaiko wurde in den USA Sozialarbeiterin. 
Else Friedsam besuchte in München die höhere Töchterschule und ab 1922 die Deutsche Frauenschule und machte 1925 ein Lehrerinnenexamen. Nach der Machtergreifung 1933 emigrierte sie 1936 mit der Familie in die USA. Regensteiner besuchte von 1940 bis 1945 die von László Moholy-Nagy gegründete Chicago School of Design und studierte bei Marli Ehrman. Im Sommer 1941 besuchte sie das Black Mountain College bei Josef Albers und Anni Albers. Regensteiner unterrichtete ab 1941 Weben am Jane Addams Hull House in Chicago.  
Ab 1945 war sie Assistant Professor an der School of the Art Institute of Chicago, 1947 erhielt sie eine Professur. 1957 gründete sie dort eine Abteilung für Weberei, die sie bis zu ihrem Ruhestand 1971 leitete. 
Regensteiner beriet nach ihrer Emeritierung noch bis 1978 die American Farm School in Thessaloniki. 

## Schriften (Auswahl)
- The Art of Weaving. New York, Van Nostrand Reinhold, 1970
- Program for a Weaving Study Group. New York, Van Nostrand Reinhold, 1974
- Weaver’s study course, ideas and techniques. New York, Van Nostrand Reinhold, 1975
- Weaving sourcebook : ideas and techniques. New York, Van Nostrand Reinhold, 1983
- Geometric Design in Weaving. West Chester, Pa., Schiffer Pub., 1986

Ausstellungen
- Else Regensteiner (1906–2003) Collection, 1914–2003. Explore Chicago Collections